# Micromitrium tylostomum
Micromitrium tylostomum là một loài Rêu trong họ Orthotrichaceae. Loài này được (Mitt. ex Bosch & Sande Lac.) A. Jaeger mô tả khoa học đầu tiên năm 1874.